# Eugeniusz Geno Małkowski
Eugeniusz „Geno” Małkowski (ur. 5 września 1942 w Gdyni, zm. 20 sierpnia 2016 w Zamościu) – polski artysta malarz, profesor nadzwyczajny Uniwersytetu Warmińsko-Mazurskiego w Olsztynie, organizator wystaw, grup artystycznych i stowarzyszeń twórczych, popularyzator sztuki.

## Życiorys

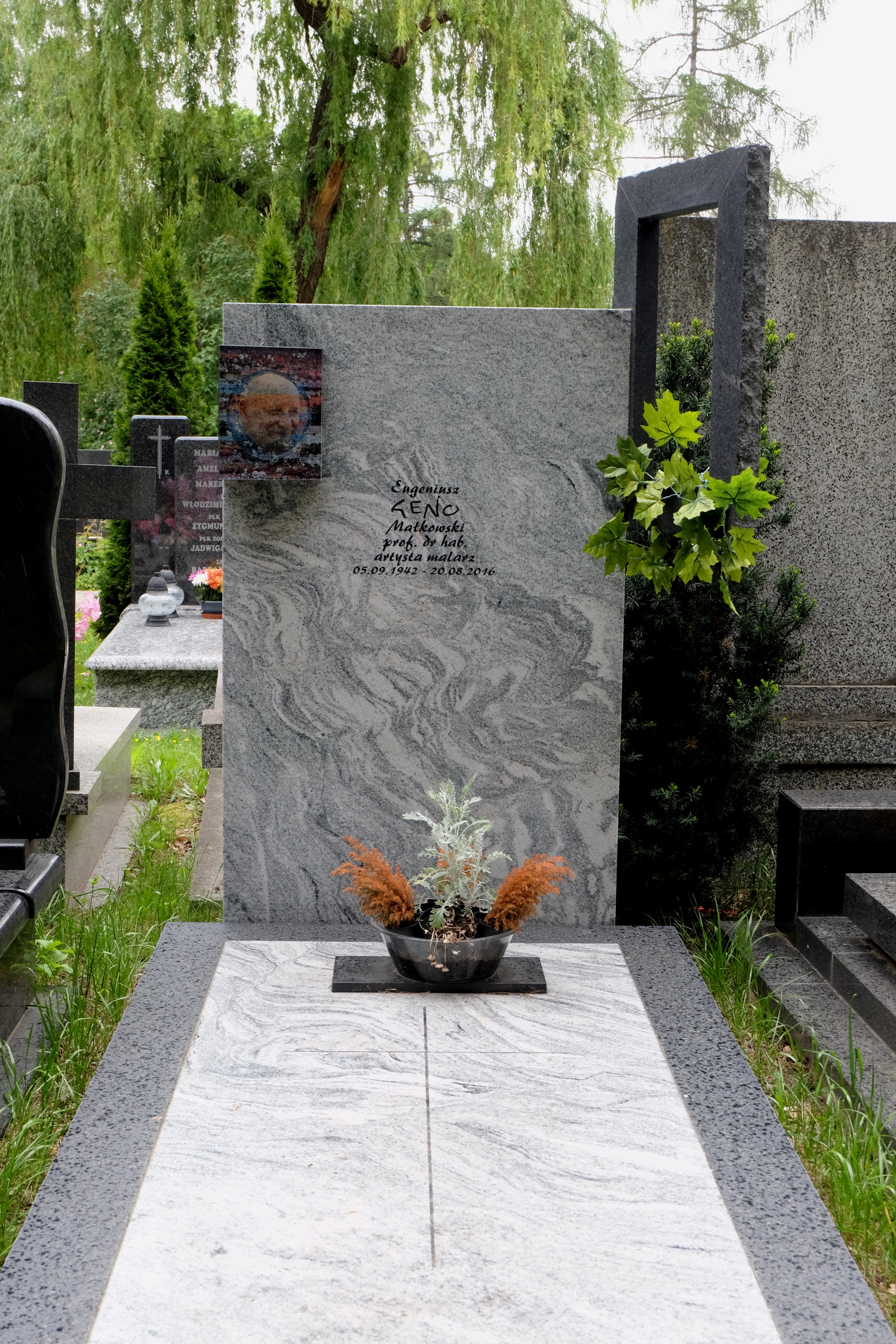
Grób Eugeniusza „Geno” Małkowskiego na Cmentarzu Wojskowym na Powązkach w Warszawie

Urodził się w Gdyni. Dzieciństwo spędził w Lęborku. Edukację artystyczną rozpoczął w Liceum Sztuk Plastycznych we Wrocławiu 1957–1962. Następnie studiował na wydziale malarstwa warszawskiej ASP w pracowni Juliusza Studnickiego, a potem Artura Nachta-Samborskiego. Dyplom otrzymał w 1968 roku.
W 1969 założył grupę artystyczną Arka (Ciapało, Małkowski, Masznicz), którą w 1972 przekształcił w szerszy ruch artystyczny, pod nazwą O Poprawę, skupiający do 1977 roku ok. osiemdziesięciu znanych warszawskich twórców (m.in. Jan Dobkowski, Antoni Fałat, Łukasz Korolkiewicz, Ewa Kuryluk, Franciszek Maśluszczak, Janusz Petrykowski, Marek Sapetto, Lidia Serafin, Rafał Strent, Wiesław Szamborski, „Jurry” Zieliński).
W latach 70. XX w. działał w strukturach i Zarządzie Głównym Związku Polskich Artystów Plastyków (ZPAP), a także organizował wystawy sztuki współczesnej w Polsce i za granicą (m.in. w Danii i Francji). W drugiej połowie lat 70. współpracował z tygodnikiem itd, gdzie pisywał artykuły o sztuce.
W latach 80. współtworzył ruch społeczno-artystyczno-naukowy Świat. W 1984 wstąpił do Związku Polskich Artystów Malarzy i Grafików (ZPAMiG), gdzie pełnił funkcję skarbnika, następnie – sekretarza, a w latach 1997–2000 – prezesa; po czym wystąpił ze związku.
Od 1991 systematycznie jeździł do Paryża, gdzie organizował publiczne akcje Wspólnego Malowania. W 1994 w Paryżu powołał Stowarzyszenie Odnowy Sztuki (ARA), a w 1995 jego odpowiednik Polsce. W latach 1994–1996 w Paryżu uczestniczył w wielu wystawach zbiorowych oraz kilku wystawach indywidualnych. W 1996 stworzył pracownię Galeria Inicjatyw Twórczych w Warszawie, w której zrealizował kilkanaście wystaw zbiorowych, prezentując blisko 150 twórców.
W 1991 podjął pracę w Wyższej Szkole Pedagogicznej w Zakładzie Wychowania Plastycznego w Olsztynie na stanowisku starszego wykładowcy. W 1997 uzyskał stopień doktora na Akademii Sztuk Pięknych w Gdańsku, a w 2005 stopień doktora habilitowanego. W 2007 objął stanowisko profesora nadzwyczajnego Uniwersytetu Warmińsko-Mazurskiego w Olsztynie. W 2012 zakończył pracę na UWM. W 2013 powrócił do Warszawy, gdzie w pracowni przy ul. Brzeskiej 6 realizował cykliczne wystawy swoich prac. Wiele z nich publikował na własnej stronie internetowej.
Mieszkał i tworzył w Warszawie i Olsztynie. Miał żonę i syna. Był spokrewniony, przez swoją babkę Mariannę Skupniewicz, z architektem Zygmuntem Skupniewiczem i malarzem Norbertem Skupniewiczem. Pochowany na cmentarzu Powązki Wojskowe w Warszawie (kwatera K-11-45).

## Twórczość

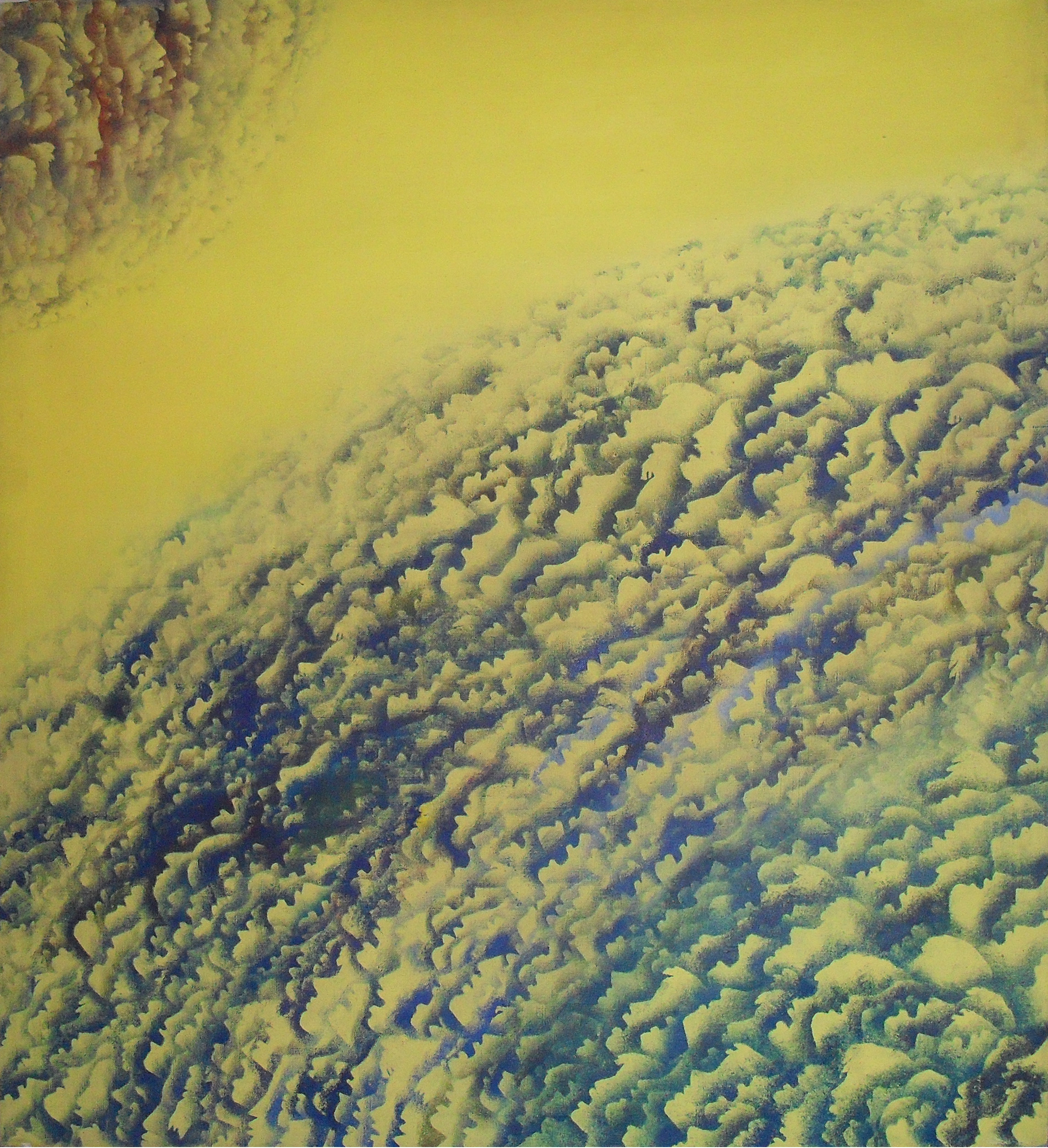
Zapatrzeni z cyklu Wielki Świat, 1971

W latach 70. XX w. wprowadził technikę tapowania szablonów na płótnie farbą olejną i akrylową. Przy pomocy niewielkiej ilości znaków: profili ludzkich twarzy i przejrzystych kul, a czasem także zarysów dłoni i nieregularnych obłych kształtów, tzw. wici, wkomponowanych w przestrzenne tło najczęściej przypominające niebo, tworzył fantazyjne pejzaże, wykazujące cechy abstrakcji lirycznej, których tytuły komentowały w sposób metaforyczny rzeczywistość, czasem nawiązując do sytuacji politycznej (m.in. cykle: Wielki Świat, Krzyk, Exodus).
W latach 80. XX w. w jego pejzażach pojawiły się elementy figuratywne. Eksperymentował z podziałem przestrzeni dzieła artystycznego, (cykl Obszary), a także, przy użyciu szablonu, uprawiał technikę kolażu (cykl Nasi Współcześni).
W latach 90. odszedł od tapowanych pejzaży na rzecz tzw. szybkich obrazów i portretów. Zbliżając się do zasad ekspresjonizmu abstrakcyjnego oraz speed paintingu, odwzorowywał ludzi i sytuacje w spontanicznym, automatycznym czy wręcz podświadomym akcie twórczym.
W pierwszej dekadzie XXI wieku do zestawu swoich szablonów dodał kontur sylwetki ludzkiej, który multiplikował i nakładał na siebie, tworząc dwuwymiarowe wielobarwne kompozycje (cykl Pokolenia).

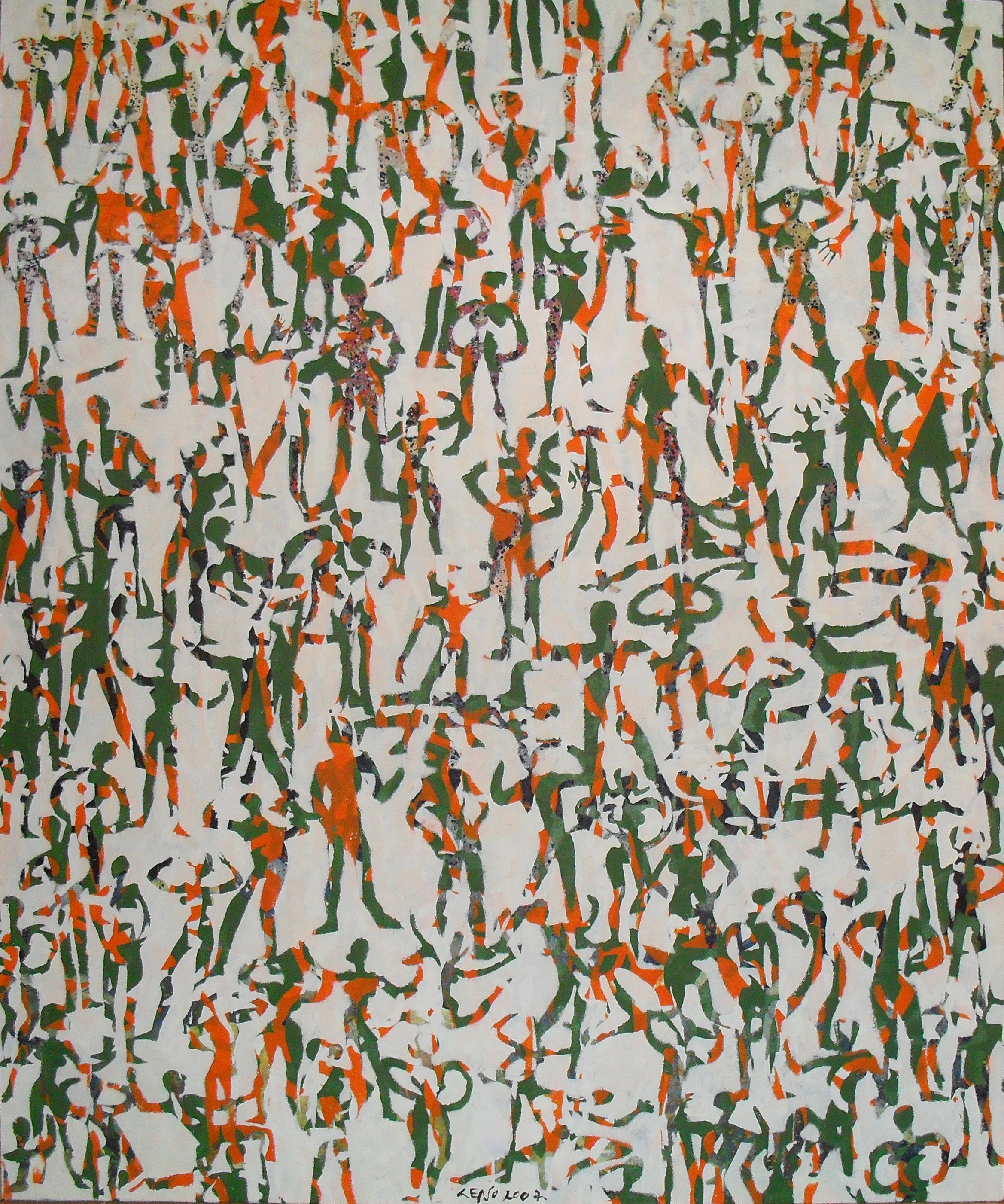
Gdzie ja jestem? z cyklu Pokolenia, 2007

W latach 1990–2010 był inicjatorem happeningów popularyzujących sztukę. Malował na czas lub zapraszał publiczność do wspólnego malowania, niejednokrotnie na ulicy lub w centrach handlowych, a następnie organizował wernisaże. W 2005 roku w Bełchatowie zorganizował próbę bicia rekordu Guinnessa w malowaniu obrazów na czas. W 2010 roku w Olsztynie zaprezentował serię 44 aktów kobiecych, które namalował podczas krótkich sesji technikami właściwymi dla realizmu i speed paintingu. Ostatni akt był malowany publicznie podczas wernisażu.
Miał ponad 100 wystaw indywidualnych. Brał udział w ok. 300 wystawach zbiorowych w kraju i za granicą (m.in. Helsinki, Mérignac, Odense, Jokohama, Paryż, Dortmund, Nowy Jork, Barcelona, Ateny, Leningrad, Moskwa, Berlin, Madryt, Bagdad, Talla, Clermont-Ferrand). Był organizatorem i autorem ekspozycji ok. 100 wystaw grupowych (w tym 7 wystaw grupy Arka, 9 wystaw ruchu O Poprawę, 18 wystaw ruchu Świat). Jego prace znajdują się w zbiorach muzeów i instytucji (m.in Muzeum Narodowe w Warszawie, Muzeum Narodowe w Gdańsku, Muzeum Okręgowe w Toruniu, Muzeum Mikołaja Kopernika we Fromborku, Muzeum Ziemi Lubuskiej w Zielonej Górze, w zbiorach Ministerstwa Kultury i Sztuki, urzędu miasta Warszawy, Centrum Sztuki Teatru Studio w Warszawie) oraz w kolekcjach prywatnych w Polsce i za granicą. Tworzył także grafiki i rysunki, które ilustrują książki.
Zmarł 20 sierpnia 2016 w Zamościu, gdzie pojechał, aby przeprowadzić kolejną akcję publicznego malowania 30 obrazów pt. Portrety Znanych Zamościan.

### Wystawy indywidualne (lista niepełna)
- 1970 Salon Debiutów, Warszawa
- 1972 Galeria U Hopfera, Warszawa
- 1973 Galeria Ved Aen, Aarkus, Dania
- 1973 Salon BWA, Wałbrzych
- 1974 Dom Artysty Plastyka, Warszawa
- 1975 Salon BWA, Łódź
- 1976 Galeria Sztuki Współczesnej NOT, Warszawa
- 1977 Galeria MDM, Warszawa
- 1977 Galeria Sztuki Plastyka, Warszawa
- 1977 Salon BWA, Lublin
- 1979 Galeria DESA Nowy Świat, Warszawa
- 1980 Salon BWA, Kielce
- 1980 Wystawa rysunku, Miejski Ośrodek Kultury, Piaseczno
- 1981 Cykl Wielki Świat i inne prace malarskie, Jazz Club Akwarium, Warszawa
- 1982 Wystawa prac z cyklu Wielki Świat, Salon BWA, Opole
- 1982 Wystawa prac z cyklu Wielki Świat, Salon BWA, Białystok
- 1983 Salon BWA, Wałbrzych
- 1984 Salon BWA, Tarnów
- 1984 Salon BWA, Konin
- 1984 Salon BWA, Rzeszów
- 1985 Galeria Sztuki Współczesnej, Zamość
- 1985 Wystawa prac z cyklu Próby, Salon BWA DESA, Przemyśl
- 1986 Wystawa z okazji przyznania Nagrody im. Jana Cybisa, Galeria TEST, Warszawa
- 1987 Cykl Igraszki Galeria Na Brechta, Warszawa
- 1987 Wystawa cyklu Chmura przepastnej melancholii, Galeria TEST, Warszawa
- 1988 Wystawa Collage, Galeria PSEP Nowe Media, Olsztyn
- 1988 Galeria TEST, Warszawa
- 1988 Salon BWA, Koszalin
- 1990 Wystawa prac z cyklu Życie Codzienne, Pawilon Handlowy Pod Skocznią, Warszawa
- 1991 Galeria Zamkowa, Lubin
- 1993 Galeria Sztuki Współczesnej Pro Arte PAX, Elbląg
- 1994 Galeria Inicjatyw Twórczych, Warszawa
- 1994 Muzeum Okręgowe, Żyrardów
- 1996 Wystawa pt. Geno Małkowski - znany i nieznany, Galeria SD, Warszawa
- 1997 Galeria Instytutu Wychowania Plastycznego, Olsztyn
- 1997 Galeria Otwarte Koło, Warszawa
- 1999 Wystawa grafik i rysunków pt. Próby, Galeria Rysunku Nowa Oficyna, Olsztyn
- 1999 Espace Culturel Pyramedias, Moisseles-Domont, Francja
- 2005 Wystawa Rzeczpospolita piwniczna, Muzeum Regionalne, Bełchatów
- 2005 Espace Maurice Bejart, Verneuil-sur-Seine, Francja
- 2006 Malarska Kronika XX wieku, Muzeum Regionalne, Radomsko
- 2006 Malarska Kronika XX wieku Gena Małkowskiego (100 obrazów), Ratusz, Lesko
- 2006 Malarski Rekord Guinnessa, Muzeum Kultury Ludowej, Kolbuszowa
- 2006 20 obrazów pt. „Nie lękaj się”,Galeria Bellotto, Warszawa
- 2009 365 portretów, Galeria Rynek MOK, Olsztyn
- 2010 Początek świata, Galeria Rynek MOK, Olsztyn
- 2010 Pędzlem wyzwolę ją, Galeria Rynek MOK, Olsztyn
- 2015 Skandal, Studio Skandal, Warszawa[20]
- 2015 Koryfeusze gdańskiej kultury, Kwidzyńskie Centrum Kultury, Kwidzyn

### Cykliczne wystawy indywidualne w Galerii Brzeska 6 (lista niepełna)
- 2013 (styczeń) Inauguracyjna wystawa i wernisaż pt. 4 obrazy
- 2013 (luty) Wystawa i wernisaż pt. Powrót
- 2013 (marzec) Wystawa i wernisaż pt. Obszary
- 2013 (kwiecień) Akcja pt. 100 Portretów na Dzień Kobiet
- 2013 (maj) Akcja pt. Malowanie fasady ŚAS
- 2013 (czerwiec) Wystawa i wernisaż pt. Słodki zapach lata
- 2013 (lipiec) Wystawa i wernisaż pt. Spojrzenie za siebie
- 2013 (wrzesień) Wystawa i wernisaż pt. Rzeczpospolita Piwniczna
- 2013 (październik) Wystawa i wernisaż pt. Inne nurty
- 2013 (listopad) Wystawa i wernisaż pt. Szybkie malowanie - zapomniana historia
- 2013 (grudzień) Wystawa i wernisaż pt. Powrót do przeszłości
- 2014 (styczeń) Wystawa i wernisaż pt. Spojrzenie w przyszłość
- 2014 (luty) Wystawa i wernisaż pt. Artysta malarz - człowiek nagi
- 2014 (marzec) Wystawa i akcja pt. To co widać, to na pewno polska sztuka dzisiaj
- 2014 (kwiecień) Akcja pt. Na Dzień Kobiet 100 Portretów GRATIS
- 2014 (maj) Wystawa i wernisaż pt. Kosmos Niezmierzony
- 2014 (czerwiec) Wystawa i wernisaż pt. Krzyk Ziemi
- 2014 (lipiec) Wystawa i wernisaż pt. STO
- 2014 (wrzesień) Wystawa i wernisaż pt. 19 obrazów z cyklu "Wielki Świat"
- 2014 (listopad) Wystawa i wernisaż pt. 100 portretów
- 2014 (grudzień) Wystawa i wernisaż pt. Dzień Przed
- 2015 (styczeń) Wystawa i wernisaż pt. Ceny polskie
- 2015 (marzec) Wystawa i wernisaż pt. 10 Najpiękniejszych Paryżanek
- 2015 (kwiecień) Wystawa i wernisaż pt. Nowa Romantyczność
- 2015 (maj) Wystawa i wernisaż pt. Narodziny, Miłość i ...
- 2015 (czerwiec) Wystawa i wernisaż pt. 12 obrazów z 50 z cyklu "Życie codzienne"
- 2015 (listopad) Wystawa i wernisaż pt. Geno - Print Szok
- 2016 (kwiecień) Wystawa i wernisaż pt. 100/100 Twarze Mokotowa
- 2016 (maj) Wystawa i wernisaż pt. Pokolenia

### Wystawy zorganizowane (lista niepełna)
- 1973 Wystawa Ruchu O Poprawę, Galeria Teatru Studio, Warszawa (komisarz i autor ekspozycji)
- 1974 Wystawa Ruchu O Poprawę, Dom Artysty Plastyka, Warszawa, (komisarz i autor ekspozycji)
- 1975 Zagraniczna wystawa Ruchu O Poprawę zatytułowana Forslag fra Warszawa, Kopenhaga, (autor ekspozycji)
- 1976 VI Festiwal Sztuk Pięknych, Zachęta, (komisarz i autor ekspozycji Hommage Xaweremu Dunikowskiemu)
- 1979 Wystawa pt. Obecność Sztuki towarzysząca Maratonowi Pokoju, Klub Międzynarodowej Prasy i Książki Nowy Świat, Warszawa (komisarz i autor ekspozycji)
- 1981 Wystawa Okręgowa Sztuki ZPAP (3000 prac), Zachęta, Warszawa (komisarz i autor ekspozycji)
- 1983 Wystawa Niebo widziane z ziemi, Muzeum Mikołaja Kopernika, Toruń (komisarz i autor ekspozycji, wystawa nagrodzona przez Ministra Kultury i Sztuki)
- 1985 I Międzynarodowego Triennale Sztuki Przeciw wojnie, Majdanek (autor aranżacji przestrzennej)
- 1986 wystawa Życie ludzkie - los ziemi towarzysząca Kongresowi Intelektualistów, Zachęta, Warszawa (komisarz i autor ekspozycji)
- 1986 wystawa 4 x Warszawa, galeria Hotelu Victoria, Warszawa (autor ekspozycji)
- 1987 wystawa Sytuacja 87, Galeria Art, Warszawa (komisarz i autor ekspozycji)
- 1987-1988 Targi Sztuki Polskiej „Interart”, Poznań (komisarz i autor ekspozycji)
- 1987 wystawa prac grupy Ośmiu, Salon BWA, Kraków (komisarz i autor ekspozycji)
- 1990 Ekspozycja sztuki współczesnej, Pałac Opatów, Gdańsk Oliwa (komisarz i autor ekspozycji)
- 1990 Pośmiertna wystawa prac Henryka Stażewskiego, Pałac Opatów, Gdańsk Oliwa (komisarz i autor ekspozycji)
- 2007 Wystawa Wiosenna „ProGramu Nieskończoność”, MOK Legionowo, 23 marca 2007 – 20 kwietnia 2007 (kurator ekspozycji)[21]
- 2012 Wystawa Kryzys i Format, Koszary Dragonów, Olsztyn (autor projektu)

### Działania popularyzatorskie (lista niepełna)
- 1990 Akcja szybkiego malowania (30 obrazów, cykl Kobieta namalowanych w 8 godzin), Rynek Starego Miasta, Warszawa
- 1990 Akcja szybkiego malowania (50 obrazów, cykl Życie codzienne namalowanych w 10 godzin), Pod Skocznią, Warszawa
- 1991 Akcja szybkiego malowania pt. Dziesięć Najpiękniejszych Paryżanek w 3 godziny, Centre Pompidou, Paryż, Francja
- 1991 Akcja szybkiego malowania pt. Narodziny, Miłość, Śmierć w 3 godziny, Centre Pompidou, Paryż, Francja
- 2005 Próba bicia rekordu Guinnessa: Sponsor Talens Polska i Royal Talens: 100 obrazów olejnych o rozmiarze 80x100cm w 24 godziny, Bełchatów, 7-8 października 2005[22]
- 2007 Akcja wspólnego malowania pt. Barwy Olsztyna dla 30 tys. osób, Olsztyn
- 2009 Akcja publicznego malowania pt. 365 portretów, Olsztyn i Berlin
- 2010 Akcja publicznego malowania pt. Początek świata, akty, Olsztyn
- 2015 Akcja publicznego malowania 30 portretów wybitnych obywateli Gdańska pt. Koryfeusze gdańskiej kultury
- 2016 Akcja publicznego malowania pt. Wspólne Malowanie Geno Print Szok – Warszawa01, Warszawa[23]
- 2016 Akcja publicznego malowania 30 portretów wybitnych obywateli Zamościa pt. "Portrety Znanych Zamościan", Galeria BWA, Zamość[24]

## Nagrody i wyróżnienia

### Nagrody
- 1974 Brązowy medal na V Festiwalu Sztuk Pięknych, Zachęta, Warszawa
- 1975 III nagroda w konkursie Człowiek-plastyka na zamówienie społeczne w XXX-lecia PRL, Zachęta, Warszawa
- 1983 I nagroda na wystawie Kosmos - Materia, Galeria EL, Elbląg
- 1985 Nagroda im. Jana Cybisa przyznana przez ZPAMiG
- 2010 Nagroda Osobowość Roku za zasługi dla Wydziału Sztuki UWM w Olsztynie

### Odznaczenia
- 1986 Srebrny Krzyż Zasługi
- 2011 Odznaka honorowa Zasłużony dla Kultury Polskiej